# Maurice Champreux
Maurice Champreux est un réalisateur français né le 21 mai 1893 dans le 19e arrondissement de Paris et mort le 2 novembre 1976 à Chargey-lès-Gray. 

## Biographie
D'abord monteur puis directeur de la photographie, notamment sur les films de son beau-père Louis Feuillade, Maurice Champreux devient ensuite lui-même réalisateur.
Il s'est marié en 1922 à Isabelle Champreux (née Feuillade) avec qui il a eu notamment un fils, l'acteur, scénariste et réalisateur Jacques Champreux. 

## Filmographie
- 1918 : Vendémiaire
- 1919 : Barrabas (photographie et montage)
- 1919 : L'Énigme
- 1919 : Le Nocturne
- 1919 : L'Engrenage
- 1919 : L'Homme sans visage
- 1920 : Les Deux Gamines (photographie)
- 1921 : L'Orpheline (montage)
- 1922 : Parisette (photographie et montage)
- 1922 : Le Fils du Flibustier (photographie et montage)
- 1923 : La Gosseline (photographie)
- 1923 : Vindicta (photographie et montage)
- 1923 : Le Gamin de Paris (photographie)
- 1924 : Lucette
- 1924 : La Fille bien gardée (photographie et montage)
- 1924 : Pierrot, Pierrette (photographie et montage)
- 1924 : L'Orphelin de Paris (montage)
- 1924 : Le Stigmate
- 1925 : Le Roi de la pédale
- 1926 : Bibi la Purée
- 1931 : Hardi les gars !
- 1932 : Allô, Mademoiselle !
- 1933 : Touchons du bois
- 1933 : Le Grand Bluff
- 1933 : Judex 34
- 1936 : Les Deux Gamines